# Synagoge (Stryj)

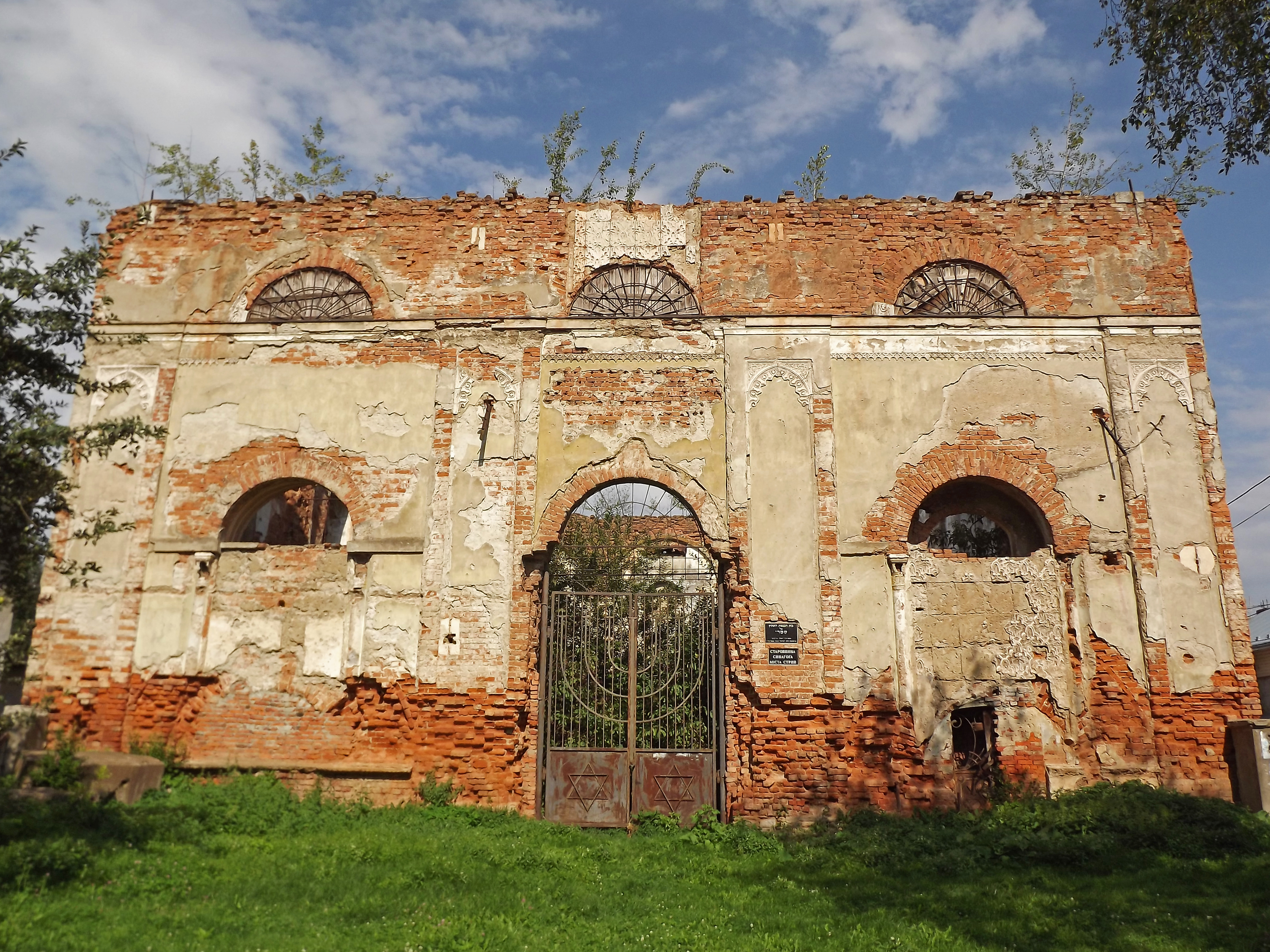
Synagogenruine im Jahr 2016

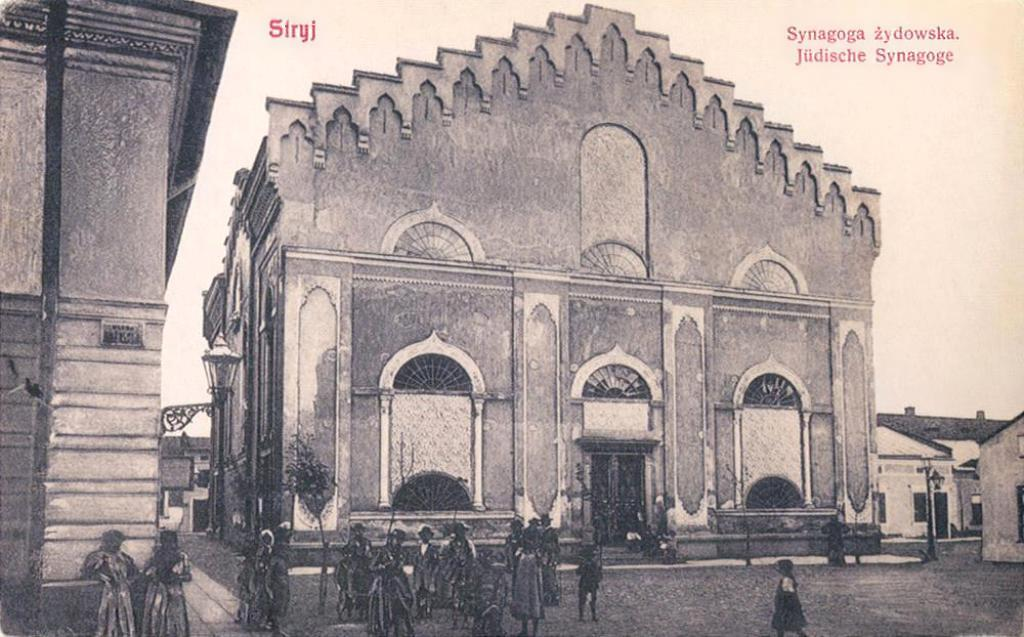
Postkarte mit der Synagoge, zwischen 1900 und 1910

Die Synagoge in Stryj, einer Stadt in der Oblast Lwiw in der Ukraine, wurde im Jahr 1817 errichtet und ist heute eine Ruine.

## Geschichte
Bereits im 16. Jahrhundert bildete sich in Stryj eine jüdische Gemeinde, die sich im Südosten der Stadt konzentrierte. Für das Jahr 1576 sind erste Pläne nachweisbar, eine Synagoge zu errichten, die aber am Widerstand der Vertreter anderer Glaubensrichtungen scheiterten. Auch 1629 gab es Streit um den Bau eines jüdischen Gotteshauses in der Altstadt, der letztlich dazu führte, dass der Gemeinde 1634 der Kauf eines Grundstücks für den Bau einer Synagoge und die Einrichtung eines Friedhofs durch den polnischen König Władysław IV. Wasa genehmigt wurde. Zudem wurden durch ihn weitere Rechte eingeräumt, wodurch auch eine größere Teilnahme am öffentlichen Leben ermöglicht werden sollte.
Trotz der antijüdischen Politik der Stadtgemeinde, auf deren Bitten hin König Johann II. Kasimir Juden die Ansiedlung in Stryj verbot, konnte im Jahr 1660 eine Synagoge errichtet werden. Im Jahr 1670 musste durch die Behörden eine Kommission entsandt werden, die zwischen den Religionen vermittelte. Der polnische König Johann III. Sobieski ging mehrfach mit Verfügungen gegen Diskriminierungen der Juden von Stryj vor. Die Erlaubnis für den Bau einer Holzsynagoge ist für das Jahr 1689 belegbar. Sie ersetzte offenbar den eingestürzten Vorgängerbau und durfte eine bestimmte Höhe nicht überschreiten, um die christlichen Bewohner nicht zu verärgern. Im Jahr 1696 konnte man schließlich auch die letzten Beschränkungen für Juden beseitigen, und einzig die katholische Kirche versuchte noch sie zu behindern.
Die dadurch weiter wachsende Gemeinde erbaute im Jahr 1817 die Große Synagoge (ukrainisch Велика синагога, Jiddisch: Die Große Schul). Für das Jahr 1827 ist eine zweite Synagoge in Stryj nachweisbar, die im Jahr 1821 entstanden sein soll. Dies dürfte bedeuten, dass eine dieser beiden Synagogen die Holzsynagoge von 1689 ersetzte. Trotz neuer Beschränkungen in den 1820er Jahren wuchs die jüdische Gemeinde weiter an. Im Jahr 1886 wurde die Große Synagoge durch ein Großfeuer beschädigt und verändert wiederaufgebaut.
Im Zweiten Weltkrieg wurde das Gebäude der Großen Synagoge genutzt, um Juden dort einzusperren, bevor man sie deportierte. Bald darauf wurde das Gotteshaus schwer beschädigt. Da die meisten Juden ermordet wurden, wurde es in ein Lagerhaus für Industriegüter und Lebensmittel umgewandelt. In den späten 1970er Jahren gab es Pläne, die ehemalige Synagoge in ein Schwimmbad umzuwandeln, weshalb das Innere im Laufe der 1980er Jahre weitgehend zerstört wurde, als man das Gewölbe ausbaute, und nur noch die Mauern übrig blieben. Obwohl die Pläne nicht vollständig umgesetzt wurden, verfallen die Reste weiter. Im Jahr 2016 begann die Kulturorganisation „Kolo“ die Planung für eine Sanierung der Ruine. Das Areal wird von der jüdischen Gemeinde der Stadt gepflegt. Auch diese Pläne wurden bisher aber nicht umgesetzt, da man sich nicht einigen konnte, als was das Gebäude künftig genutzt werden solle.

## Baubeschreibung
Die Synagoge in der Mykola-Michnowskyj-Straße ist als Kulturdenkmal klassifiziert. Das klassizistische Bauwerk wurde durch spätere Umbauten verändert. Ähnlich wie bei der Synagoge von Hussjatyn sollen auch Abwehraspekte beim Bau berücksichtigt worden sein, so dass es sich um eine Wehrsynagoge handelte. Das Äußere dominierte der markante Staffelgiebel sowie die klassizistischen Fenster, die im Obergeschoss teils nur als Halbkreise gestaltet wurden. Das Eingangstor ist bis heute mit einer Menora und Davidsternen verziert. Das Gotteshaus besaß große venezianische Glasfenster. Der Innenraum war teilweise bemalt.
Zudem gab es Emporen für Frauen, so dass diese im Obergeschoss beteten. Die Synagoge bot bis zu 1000 Betenden Platz und besaß mehrarmige Kronleuchter aus Messing. Hohe rechteckige Pfeiler stützten die Decke, die so in neun Gewölbefelder aufgeteilt war. In der Mitte befand sich eine Belemer (ukrainisch белемер) genannt Erhebung, die von einem kunstvollen Zaun aus Metallspitzen umgeben war. An den Wänden gab eine Bundeslade mit goldbesticktem Samtvorhang sowie Gemälde mit Illustrationen des Alten Testaments (Arche Noah mit Löwen und Bären in Paaren; die Opferung von Isaak; Mose mit den Steintafeln in den Händen). Das Satteldach bestand aus Blech.
Neben den klassizistischen Elementen, die teils auch dem Rundbogenstil zugeordnet werden, gibt es auch solche des maurischen Stils (Orientalisierende Architektur), die als Kompromiss zwischen den Gemeindemitgliedern gedeutet werden, welche teils sephardisch, teils aschkenasisch waren, so dass diese maurischen Elemente eine Anlehnung an die Herkunftsregion der Iberischen Halbinsel darstellten. Der Giebel befand sich an beiden Seiten, die Langseiten wiesen vier Fensterachsen auf, die Giebelseiten drei. Eingänge gab es an verschiedenen Stellen. Heute sind diese mehrheitlich zugemauert.